# 認定職業訓練
認定職業訓練（にんていしょくぎょうくんれん）とは、事業主や職業訓練法人等の行う職業訓練の教科、訓練期間、設備等が厚生労働省令で定める基準に適合するものであるとの認定を受けて実施される職業訓練をいう。事業主等の申請に基づき、都道府県知事が認定する。

## 根拠法令
職業能力開発促進法の第13条（認定職業訓練の実施）、第24条（都道府県知事による職業訓練の認定）、第25条（事業主等の設置する職業訓練施設）、第26条（認定職業訓練に対する事業主等の協力）、第26条の2（教材、技能照査、修了証書に関する公共職業能力開発施設における規定の準用）、第27条の2第2項（指導員訓練を行う事業主等）に、それぞれ規定される。

## 目的
認定職業訓練は、事業主等が行う職業訓練のうち、特に新入社員に対して必要な知識や技能を付与したり、あるいは社内に働いている職員に対して知識や技能を追加するために行う。
認定職業訓練を実施することは、訓練の継続性や、定期的な訓練の実施があることの公的な証明だけでなく、事業主等の労働者に対する訓練の方向性、技能五輪や技能検定等への取り組みを知る上で重要な要素である。
認定を受けている事業主等の規模は、会社としてはグループ全体で数万人以上を雇用する大企業から、雇用者数十人の個人経営の会社などがあり、団体としては数千社の登録がある団体から、2社の構成する団体までさまざまである。

## 認定を受けることができる者
認定職業訓練の認定を受けることができる者は以下のとおりであり、以降、これらを「事業主等」と呼ぶ。
- 事業主
- 事業主の団体及びその連合体
- 職業訓練法人
- 中央職業能力開発協会
- 都道府県職業能力開発協会
- 一般社団法人
- 一般財団法人
- 法人である労働組合
- その他の非営利法人　（※構成する会員が企業のみの場合に限る）

## 設置できる職業訓練施設
管轄する都道府県知事への申請と承認により、以下の4施設を設置することができる。承認に当たっては、職業能力開発促進法施行規則第35条第2項に規定される基準を満たす必要がある。
- 職業能力開発校
- 職業能力開発短期大学校
- 職業能力開発大学校
- 職業能力開発促進センター

## 認定のための主な要件
- 訓練生が5人以上いること。
  - 普通課程 - 単独事業主の場合は総数、団体（共同）の場合は1訓練科あたり5人以上
  - 短期課程 - 単独・団体（共同）とも1訓練科につき5人以上
- 訓練の永続性が確保されていること（経費や実施体制、訓練生数など）。
- 1年間の訓練計画および訓練の実施結果が年度初めに都道府県に提出できること。

※認定職業訓練として都道府県に申請をした場合に不受理となるケースはこの訓練計画ができないケースが多い。
- 職業訓練法人以外の団体は定款等が整備され、職業訓練について明確に定めてあること。
- 職業能力開発促進法・職業能力開発促進法施行規則・職業能力開発促進法施行令の要件に合うこと。
- その他、国が法令・省令・通達・事務連絡により指示した要件に合うこと。

ただし、次の職種にあっては職業能力開発促進法および厚生労働省の出した事務連絡等により認定することができない。
- 船員、および船員になろうとする者に対する職業訓練
- カイロプラクティックおよびそれに類似する職業訓練
- はり、灸、あんま、柔道整復（接骨）に関する職業訓練
- 都道府県知事がやむなく認められないとする職種に対する職業訓練

## 認定による恩恵
この認定職業訓練の実施により、事業主等および訓練生は以下の恩恵を得る。
- 事業主等
  - 補助金の交付
    - 中小企業事業主や中小企業事業主団体等が行う認定職業訓練の運営費や設備費について、「認定訓練助成事業費補助金」[1]を受けることができる。また、認定職業訓練を行う中小建設事業主は、「建設教育訓練助成金」[2]を受けることができる。

- 訓練生
  - 技能士補の資格
    - 普通課程、専門課程修了時に行われる技能照査の合格者には技能士補の称号が与えられる。

  - 免許・資格の取得措置
    - 修了者は、技能検定、職業訓練指導員免許の資格取得にあたり、試験の一部免除や必要な経験年数の短縮等の優遇措置がある。)

※ただし、職業能力開発促進法施行規則別表二に基づく訓練、ないしは厚生労働大臣が特別に認めた訓練に限る。
確認の方法として、技能士補の証書、概ね科目の下に丸囲みに標、ないしは標の文字のみが記載されている。例：製造設備科　標